# Überschwemmungen in Nordkorea 2015

Die Provinz Hamgyŏng-pukto

Zwischen dem 22. und 23. August 2015 kam es zu schweren, sintflutartigen Regenfällen in Nordkorea. Insbesondere der Nordosten mit der Provinz Hamgyŏng-pukto und die Stadt Rasŏn wurden schwer getroffen.

## Hergang
Ab dem 26. August 2015 zwischen 4:00 und 22:00 Uhr (Pjöngjang-Zeit) gab es einen Niederschlag von 250 mm, allein in der Zeit zwischen 16:00 und 19:00 Uhr fielen 155 mm. Verursacht wurde dies vom Taifun Goni, der zuvor schon die Philippinen und Japan heimsuchte und mindestens 21 Menschen das Leben kostete.

## Schäden und Folgen
Die staatliche Nachrichtenagentur KCNA berichtete, dass 5240 Häuser (der Nordbayerische Kurier meldete unter Berufung auf Angaben der Regierung jedoch 8000 zerstörte Häuser), 99 öffentliche Einrichtungen, 51 Bahnhöfe der Koreanischen Staatsbahn und mindestens eine Brücke beschädigt oder völlig zerstört wurden. Nach anderen Angaben wurden 1070 Häuser sowie 99 öffentliche Gebäude beschädigt. Laut dem Internationalen Roten Kreuz mussten mehr als 11.000 Menschen ihre Wohnungen verlassen. Man geht von mindestens 40 Opfern aus. Mehrere hundert ausländische Teilnehmer einer Handelsmesse, darunter auch Deutsche, saßen vorübergehend fest. Die Volksrepublik China schickte zur Unterstützung LKW, Gabelstapler und weitere Geräte und Fahrzeuge in die Region.
Das nordkoreanische Webportal Naenara berichtete, dass bereits zum 31. August 2015 über 1000 Wohnungen und 80 öffentliche Gebäude renoviert wurden. Der Streckenabschnitt Huchang – Sonbong wurde am 2. September 2015 wieder für den Zugverkehr freigegeben. Zwischen Chonghak und Sahoe dauerten die Arbeiten noch an.